# 纳继站
纳继站，位于内蒙古乌兰察布市察哈尔右翼前旗，邮政编码012200，建于1989年，是京包铁路的一个车站。离北京站485公里，离包头站347公里。距上行车站土贵乌拉站7公里，距下行车站苏集站9公里。该站隶属呼和浩特铁路局集宁车务段。不办理客货运业务，为五等车站，本站及相邻上下行区间均为电气化区段。车站距离208国道和集丰高速公路约2.5公里。